# Żagań
Żagań (nemško Sagan, češko Zaháň) je mesto v Šleziji (Lubuško vojvodstvo) na Poljskem, ki leži ob reki Bóbr.
Trenutno ima mesto 26.665 prebivalcev (po oceni iz leta 2004). Mestna površina obsega 39,92 km².